# La Aurora (Guanajuato)
La Aurora es una localidad del estado mexicano de Guanajuato. Es parte del municipio de Celaya.

## Demografía
| Censo | Población |
| ----- | --------- |
| 2010  | 1 606     |
| 2020  | 2 799     |